# Strahwalde
Strahwalde este o comună din landul Saxonia, Germania.